# Devitsa, Homels voblast
Devitsa (ryska: Девица) är ett vattendrag i Belarus.   Det ligger i voblasten Homels voblast, i den östra delen av landet, 240 km öster om huvudstaden Minsk.
I omgivningarna runt Devitsa växer i huvudsak blandskog. Runt Devitsa är det glesbefolkat, med 13 invånare per kvadratkilometer.